# Saint-Pierre-les-Becquets
Saint-Pierre-les-Becquets è un comune del Canada, situato nella provincia del Québec, nella regione di Centre-du-Québec.